# Copa Davis 1909
La Copa Davis 1909 fue la 9.ª edición del torneo de tenis masculino más importante por naciones. La ronda final se celebró del 27 al 30 de noviembre de 1909. Australasia se proclamó como equipo ganador de la Copa, venciendo al equipo de Estados Unidos por 5 a 0.

## Ronda Final
| | Australasia | 5                                | 0  | Estados Unidos |   |   |
| --- | ----------- | -------------------------------- | -- | -------------- | - | - |
| Double Bay Grounds, Sídney, Australia 27 al 30 de noviembre de 1909 |             |                                  |    |                |   |   |
| \| 1 \| \| Norman Brookes \| 6 \| 6 \| 6 \| \| \| 1 \| \| Maurice McLoughlin \| 2 \| 2 \| 4 \| \| \| 2 \| \| Tony Wilding \| 6 \| 7 \| 6 \| \| \| 2 \| \| Melville Long \| 2 \| 5 \| 1 \| \| \| 3 \| \| Norman Brookes-Tony Wilding \| 12 \| 9 \| 6 \| \| \| 3 \| \| Melville Long-Maurice McLoughlin \| 10 \| 7 \| 3 \| \| \| 4 \| \| Norman Brookes \| 6 \| 7 \| 8 \| \| \| 4 \| \| Melville Long \| 4 \| 5 \| 6 \| \| \| 5 \| \| Tony Wilding \| 3 \| 8 \| 6 \| 6 \| \| 5 \| \| Maurice McLoughlin \| 6 \| 6 \| 2 \| 3 \| |             |                                  |    |                |   |   |
| 1 |             | Norman Brookes                   | 6  | 6              | 6 |   |
| 1 |             | Maurice McLoughlin               | 2  | 2              | 4 |   |
| 2 |             | Tony Wilding                     | 6  | 7              | 6 |   |
| 2 |             | Melville Long                    | 2  | 5              | 1 |   |
| 3 |             | Norman Brookes-Tony Wilding      | 12 | 9              | 6 |   |
| 3 |             | Melville Long-Maurice McLoughlin | 10 | 7              | 3 |   |
| 4 |             | Norman Brookes                   | 6  | 7              | 8 |   |
| 4 |             | Melville Long                    | 4  | 5              | 6 |   |
| 5 |             | Tony Wilding                     | 3  | 8              | 6 | 6 |
| 5 |             | Maurice McLoughlin               | 6  | 6              | 2 | 3 |